# Talcahuano

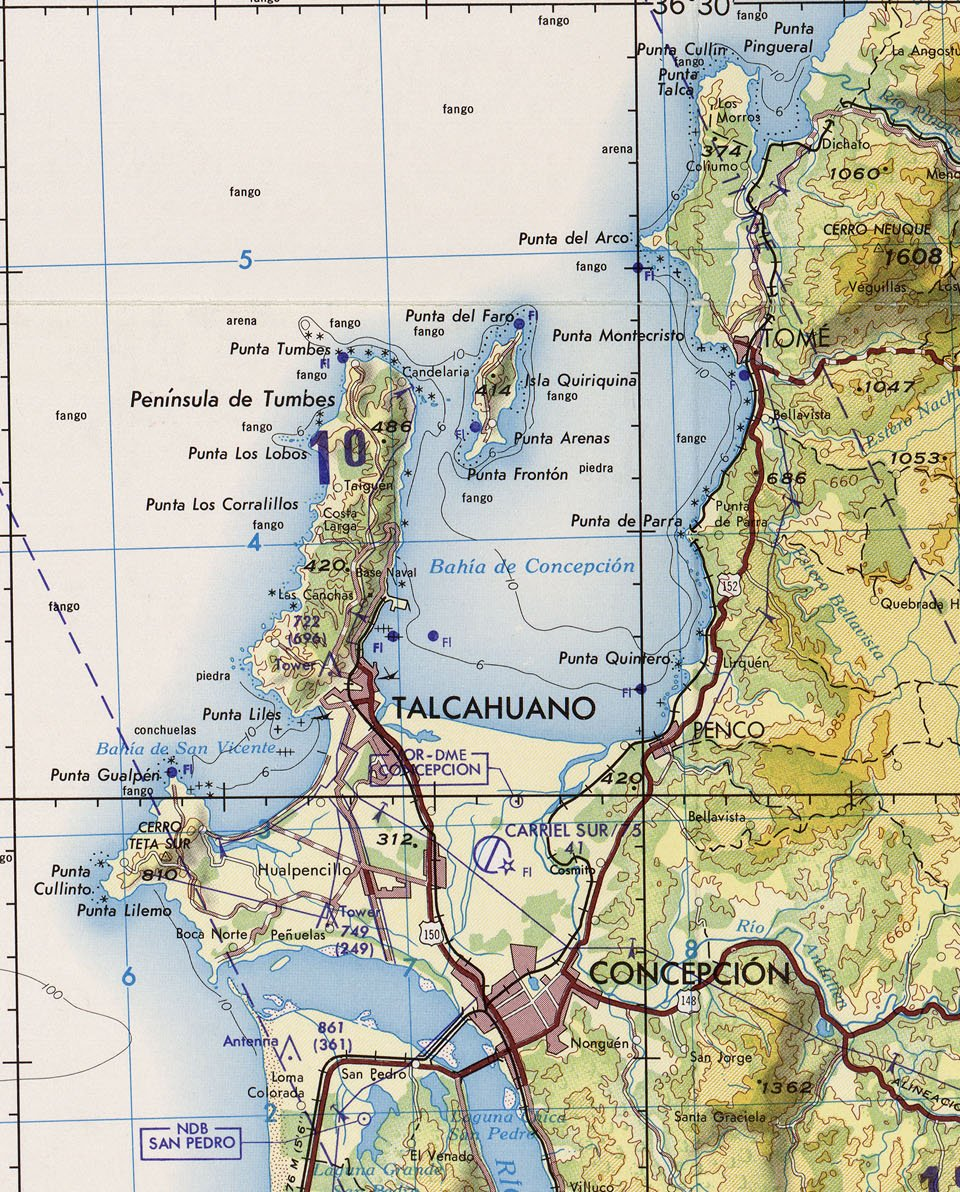
Kaart van Talcahuano

Talcahuano is een gemeente in de Chileense provincie Concepción in de regio Biobío. Talcahuano telde 151.749 inwoners in 2017 en heeft een oppervlakte van 92 km². In 2004 werd de gemeente Hualpén van Talcahuano afgesplitst.